# 春だヨ!番組対抗オールスター爆笑ゲーム大会
『春だヨ!番組対抗オールスター爆笑ゲーム大会』（はるだヨ!ばんぐみたいこうオールスターばくしょうゲームたいかい）は、1978年3月29日にテレビ朝日系列の『水曜スペシャル』（水曜19:30 - 20:54）で放送された特別番組（ゲームバラエティ番組）である。

## 概要
4月から放送する新番組9、継続番組2、計11番組の出演者約80人が、自分の出演する番組のPRと名誉をかけてゲーム合戦を繰り広げる。ゲームはお座敷遊びなどの物から、当時テレビ朝日系で放送中の番組のコーナーなど様々、そして優勝チームの他、「ハッスル賞」「ユーモア賞」などの個人賞も有る。
前年の1977年3月30日に同枠で放送された『春のテレビまつり』以来、1年振りの番組対抗形式の特番となったが、ゲーム形式の番組はこれが最初で最後となり、その後1978年秋には『輝け!'78番組祭り オールスター大行進』（1978年10月4日放送。詳細不明）、続く1979年春にはかくし芸形式の『輝け!オールスターかくし芸!! '79春の番組祭り大行進!!』（1979年3月28日放送）を放送、そして1979年秋（1979年9月26日放送）からは『オールスター番組対抗ボウリング大会』が開始、1987年春まで継続する人気番組となる。

## 司会
- 川口浩（『水スペ』の『川口浩探検隊シリーズ』）
- 横山やすし・西川きよし（『象印ライバル対抗大合戦!』『プロポーズ大作戦』など）

川口は冒頭やラストの進行、そして各番組出演者のインタビュー程度で、ゲーム進行はやす・きよが担当した。

## 参加番組
- 話題独占!全国歌謡ネットワーク
- 特捜最前線
- 若さま侍捕物帳（田村正和主演版）
- 東京メグレ警視シリーズ
- 新幹線公安官（第2シリーズ）
- ポーラ名作劇場 果て遠き丘
- 浮浪雲（渡哲也主演版）

ほか

## 主なゲーム
あっち向いてホイ
- 各番組の代表者が1対1で行う。勝った方が1点獲得。

メロディアタック
- 同名番組（朝日放送制作）と同じ曲名当てクイズだが、オリジナル版の「ゴールデンツリー」「メロディピアノ」などは行わず、単なる早押し曲名当てである。

ハンマーヘルメット
- いわゆる「たたいて・かぶって・ジャンケンポン」で、各番組代表者1名同士がじゃんけんし、勝った方はピコピコハンマーで相手を殴り、負けた方はヘルメットを素早く被る。相手の頭を殴ったら勝ち、1点追加。

フィーリングカップル5対5
- 『プロポーズ大作戦』（朝日放送制作）の名物コーナーの特番バージョン。各番組の代表者が男女5名ずつに分かれて対戦、カップルが成立したら、そのカップルの所属するチームに1点追加。
- ルールは本家と同じだが、時間の関係上、質問相手は代表者の2名だけ。また「代表者1名の結果拝見」（オリジナルでは大抵5番男性がやらされた）や「儀式」（キスシーン）も無し。

ラブアタック!
- 同名番組（朝日放送制作）の特番バージョン。
- 形式は本家の「第2部」と同じで、出演者から選ばれた女性が「かぐや姫」となり、更に選ばれた男性5名が「アタッカー」となって挑戦する。カップルが成立したら、そのアタッカーのいるチームに1点追加。
- オリジナルと違い、アタッカーの「アピール」と「歌」が無く、いきなりかぐや姫への挑戦となる。またオリジナル版では途中でカップルが決まったら、残ったアタッカーはアタッカー用の椅子の周りに立たされて、そのまま何もやらずに「奈落の底」行きだったが、当番組では1人のかぐや姫に対し、何名でもアタッカーとのカップルが出来るルールだった。

これらの他にも、「目かくしペア当て」「パネルクイズ」（同局放送の『パネルクイズ アタック25』とは異なる）などのゲームが有った。

## 備考
- 当番組が放送された時期は、『魔女っ子チックル』『一休さん』『キャンディ・キャンディ』などのアニメや、特撮番組『透明ドリちゃん』、児童向けドラマ『がんばれ!レッドビッキーズ』が放送されていたが、当番組には1本も参加しなかった。なお後身の『ボウリング大会』では、1980年代に入って全てのジャンルの子供向け番組が出演した。
- 関東地区では、3日後の4月1日に開始した単発特別番組枠『土曜アンコールアワー』（土曜13:00 - 14:25。関東ローカル）の、記念すべき第1回に再放送された。